# Trevor Crozier
Pour les articles homonymes, voir Crozier.
 (octobre 2016).
Trevor Crozier est un auteur-compositeur-interprète britannique né à Southampton, en Grande-Bretagne et décédé accidentellement au Malawi en 1995. Il laisse derrière lui deux albums de style Scrumpy and Western music (en) .

## Biographie

### Des débuts en Irlande
Dans les années 1960, Trevor Crozier est d'abord membre du groupe House of David Jug Band alors qu'il mène ses études au Trinity College de Dublin
Après avoir quitté l'université, Trevor Crozier vit tantôt dans le comté de Devon, en Angleterre, tantôt en Cornouailles britannique. En 1969, il accompagne à la mandoline, à la guimbarde et au concertina le chanteur Cyril Tawney sur l'album Children's Songs from Devon and Cornwall.

### De la grande à la petite Bretagne
Trevor Crozier fonde son propre groupe, Broken Consort. En 1971, celui-ci accompagne Dave Goulder et Liz Dyer pour douze titres réunis dans un album intitulé The Raven and the Crow et produit par la division Argo de la compagnie Decca. En 1972, Trevor Crozier enregistre avec son groupe un premier album personnel, A Parcel of Old Crams, toujours chez Argo.
La même année, à Paris, Trevor Crozier participe à la fondation de l'un des premiers groupes électrifiés de musique folk : Lyonesse.
Cette approche de la musique celtique amène Trevor Crozier à participer, en 1975, à l'album Bonedoù Ruz du chanteur et militant breton Gweltaz ar Fur.
Second disque personnel de Trevor Crozier en 1977, Trouble Over Bridgewater est enregistré en direct au folk-club de Poynton, dans le Cheshire, avec la participation du violoniste Barry Dransfield. Mais Trevor s'installe alors en Bretagne et plus particulièrement à Quimper.

### Une fin tragique
Trevor Crozier meurt au Malawi dans un accident de moto en 1995. En février 2019, le label Epona édite un album hommage à Trevor Crozier, Farewell he, réunissant  Maddy Prior , Mike Harding, Lea Nicholson et Naomi Randall, John The Fish, Liz Dyer, The Druids, Vic Gammon (qui faisait partie du groupe de Trevor Broken Consort), Paul James de Blowzabella, Shelley Rainey et Benny Graham, Joe Beard et Gerry Robinson (tous deux du groupe original Purple Gang). Epona MC Mike Billington fait également quelques apparitions.

## Discographie
- 1972 : A Parcel of Old Crams (Label Argo)
- 1977 : Trouble Over Bridgewater (Label Emi One-Up, producteur Bob Barratt)